# Кларк (округ, Канзас)
Шаблон:StateAbbr_ 37°14′00″ пн. ш. 99°50′00″ зх. д. / 37.2333° пн. ш. 99.8333° зх. д.
Округ Кларк (англ. Clark County) — округ (графство) у штаті Канзас, США. Ідентифікатор округу 20025.

## Історія
Округ утворений 1885 року.

## Демографія
За даними перепису 
2000 року 
загальне населення округу становило 2390 осіб, усе сільське.
Серед мешканців округу чоловіків було 1168, а жінок — 1222. В окрузі було 979 домогосподарств, 676 родин, які мешкали в 1111 будинках.
Середній розмір родини становив 2,95.
Віковий розподіл населення поданий у таблиці:
| Стать    | До 15 років | 15-21 | 22-29 | 30-39 | 40-49 | 50-65 | 65-85 | Понад 85 |
| -------- | ----------- | ----- | ----- | ----- | ----- | ----- | ----- | -------- |
| Чоловіки | 271         | 119   | 67    | 125   | 168   | 210   | 180   | 28       |
| Жінки    | 230         | 96    | 71    | 148   | 169   | 195   | 237   | 76       |

## Суміжні округи
- Форд — північ
- Кайова — північний схід
- Команчі — схід
- Гарпер, Оклахома — південний схід
- Бівер, Оклахома — південний захід
- Мід — захід

## Виноски
1. ↑  U.S. Decennial Census. United States Census Bureau. Архів оригіналу за 26 квітня 2015. Процитовано 22 липня 2014.
2. ↑  Historical Census Browser. University of Virginia Library. Архів оригіналу за 26 Грудня 2013. Процитовано 22 липня 2014.
3. ↑  Population of Counties by Decennial Census: 1900 to 1990. United States Census Bureau. Архів оригіналу за 5 Червня 2019. Процитовано 22 липня 2014.
4. ↑  Census 2000 PHC-T-4. Ranking Tables for Counties: 1990 and 2000 (PDF). United States Census Bureau. Архів оригіналу (PDF) за 18 Грудня 2014. Процитовано 22 липня 2014.
5. ↑  State & County QuickFacts. United States Census Bureau. Архів оригіналу за 8 Липня 2011. Процитовано 22 липня 2014.(англ.) Наведено за англійською вікіпедією.
6. ↑  American FactFinder. Бюро перепису населення США. Архів оригіналу за 29 липня 2011. Процитовано 31 січня 2008.

| США | Це незавершена стаття з географії США. Ви можете допомогти проєкту, виправивши або дописавши її. |